# Rupela faustina
Rupela faustina là một loài bướm đêm trong họ Crambidae.